# Vyk
Vyk (dansk), Wyk (tysk), De Wiek eller De Wyk (plattysk) og a Wik (nordfrisisk) er en landsby og kommune på den sydøstlige del af øen Før i Nordfrisland i det vestlige Sydslesvig. Administrativt hører kommunen under Nordfrislands kreds i den nordtyske delstat Slesvig-Holsten. Kommunen samarbejder på administrativt plan med andre kommuner i omegnen i Før-Amrum kommunefællesskab (Amt Föhr-Amrum). I kirkelig henseende ligger byen i Sankt Nicolai Sogn (Boldiksum Sogn). Sognet lå i Østerland-Før (Tønder Amt, Slesvig), da området hørte til Danmark.
Med gågade, speciallæger, skoler og bibliotek har Vyk en central funktion for både Før og Amrum. Her har også forvaltningsdistriktet for øerne Før og Amrum sit sæde. Byen er også et centrum for turisme. Allerede i 1819 blev øens første hotel bygget her. Det var det første hotel ved den slesvigske vestkyst. Af stor betydning er også Frisermuseet i Museumsgade. I hovedsæsonen opholder der sig ca. 20.000 mennesker i byen. Vyk er færgehavn for hele øen. Vest for Vyks centrum findes også en lille flyveplads til mindre fly.
Udover tysk folkeskole og gymnasium findes også en dansk grundskole i byen.

## Historie
Byen opstod i løbet af 1600-tallet. Blandt de første indbyggere var hjemløse frisere fra halligerne og øen Strand, som blev oversvømmet under den Anden Store Manddrukning i 1643. De fik lov til at bosætte sig i nærheden af landsbyen Boldiksum ved en indbugtning (på frisisk wik). Den nye by adskilte sig i mange henseender fra det omgivende ø-samfund. Blandt andet talte Vyk-beboerne en lidt anden nordfrisisk dialekt. Byen stod de første år under Østerland-Før Herreds administration; først i 1706 fik byen status som flække (handelsplads).
Befolkningsudvikling: I 1835 647 indbyggere, i 1840 649, i 1845 804, i 1855 899 og i 1860 1.006 indbyggere.
1806 blev der oprettet den nuværende indre havn. Den 4. februar 1825 hærgede en stormflod Før og Vyk, cirka 3/4 af øens areal blev oversvømmet. Året før fik byen som den første i Sønderjylland status som søbad, og den forhenværende vej Vandrække (Wasserreihe) ved kystlinjen blev lavet om til en repræsentativ allé ved navn Sandvold (Sandwall). Til det formål gav kong Frederik 6. byen 1.000 elmetræer. Samme år fik byen tilladelse til at kalde sig for Vilhelmine-bad efter kongens datter Vilhelmine af Danmark. Kongen selv besøgte øen og Vyk inkognito i 1824. Der blev opført moderne badefaciliteter såsom et hus på Sandvold til varme bade og badevogne til kolde bade i Nordsøen.
I årene 1842 til 1847 tilbragte kong Christian 8. og dronning Caroline Amalie flere uger hver sommer på øen med sin familie og et følge på ca. 80 personer. Kongen boede dengang i en bygning ved navn Kongehus ved Store Gade/Strandvold i Vyks indre by. Huset brændte desværre senere ned. Som kongelig sommerresidens blev Vyk i 1840'erne mere kendt og attraktiv for et pengestærkt og rejselystent publikum fra både Danmark og Tyskland. I 1847 var badegæsternes antal steget til 1.051. Også H.C. Andersen gæstede Vyk i sensommeren 1844. 1843/44 oprettedes Kongeshave nord for byens indre havn.. Under den 2. slesvigske krig ledede Otto Christian Hammer fra Vyk vadehavsøernes forsvar. Efter krigen kom Vyk og hele øen under Tyskland. Som følge måtte mænd nu aftjene den treårige preussiske militærtjeneste, selvom Bismarck lovede føringerne at undtage den. I 1910 fik flækken Vyk købstadsrettigheder. I 1924 blev nabolandsbyen Boldiksum (på før-frisisk Bualigsem, på tysk Boldixum) med Sankt Nikolaj Kirken indlemmet

## Våbenskjold
Byens våbenskjold viser et havareret tremaster-skib og den latinske tekst in certum quo fata ferunt (på dansk Skæbnen driver os i det uvisse).

## Kongenshave
I 1843/1844 blev der på foranledning af dronning Caroline Amalie etableret et offentligt parkanlæg. Parken ved navn Kongenshave (Königsgarten) blev anlagt i et dybtliggende område vest for byens indre havn omkring en større kolk (≈digesø, også hvel). Kolken var opstået ved et digebrud under stormfloden i 1707. I 1806 blev søen via en sluse forbundet med havnen og ved ebbe brugt som skyllebassin - for at holde havnen fri for sand og slik. Efter 1843 blev kolken endelig det centrale landskabselement i den nyskabte Kongenshave. Arealet blev beplantet med bl.a. kastanjetræer og blomster som anemoner, vibeæg og salomons segl. Parken blev snart et populært opholdssted for både lokale og turister, også kong Christian 8. var blandt de besøgende. Ikke langt fra parken stod det tidligere kongehus, som tjente som kongelig sommerresidens.
Efter Christian 8.`s død blev Kongenshave endelig solgt til flækken Vyk under forudsætning af, at parken blev bevaret for offentligheden og aldrig brugt til andre formål. Alligevel blev havens sø i 1965 opfyldt med byggeaffald og omdannet til parkeringsplads. I dag er området et erhvervsområde. Kun gadenavnet Am Königsgarten minder om det tidligere parkanlæg.

## Politik
Vyk byråd (Stadtvertretung) består af 17 medlemmer. Ved seneste kommunalvalg i maj 2023 vandt øens CDU 25,3 % af stemmerne og 4 mandater i byrådet, borgerlisten KG fik 26,0 % og 5 mandater, De Grønne 23,2 % og 4 mandater, SPD 14,1 % og 2 mandater og FDP 10,6 % og 2 mandater. Valgdeltagelse i Vyk på Før lå på 47,6 %.

## Kendte fra Vyk
- Rørd Regnar Johannes Hammer (25. februar 1855 - 16. maj 1930 i København), dansk søofficer og kartograf

## Galleri
- Luftbillede af Vyk havn, vest for havnen lå den tidligere Kongenshave
- Nikolajkirke i Boldiksum
- Vindmølle
- Højvandssøjle ved havnen
- Vyk klokketårn
- Vyk Danske Skole